# Szupersztár (film)
A Szupersztár (eredeti cím: Superstar) 1999-es amerikai filmvígjáték, a Saturday Night Live spin-offja, amely egy Mary Katherine Gallagher nevű furcsa, szociálisan alkalmatlan lányról szól. A karaktert az SNL sztárja, a főszereplőt alakító Molly Shannon alkotta meg, aki számos jelenetben szerepelt visszatérő karakterként az SNL-ben. A filmet a Kids in the Hall egykori tagja, Bruce McCulloch rendezte. A főszerepben Molly Shannon, Will Ferrell, Harland Williams és Elaine Hendrix látható.
Az SNL és a Kids in the Hall öregdiákja, Mark McKinney, aki számos Mary Katherine Gallagher SNL-szkeccsben szerepelt a tévében, szintén kapott egy kisebb szerepet, mint pap. Molly Shannon jelölést kapott a Blockbuster Entertainment-díj "Kedvenc színésznő - vígjáték" kategóriában, de alulmaradt Heather Grahammel szemben (KicsiKÉM – Austin Powers 2.).
Egy stréber, katolikus iskolás lány, Mary Katherine Gallagher arról álmodik, hogy szupersztár legyen belőle.

## Cselekmény
Mary Katherine Gallagher (Molly Shannon) gyerekként megment egy fiút a nyilvános uszodában, akinek jellegzetes anyajegye van. Mary árvaként a nagymamájával él, és megszállottja lesz a „szupersztárság” elérésének, továbbá az első csóknak.
A Szent Mónika katolikus gimnáziumban Mary arról álmodik, hogy megcsókolja Sky Corrigant (Will Ferrell), az iskola legnépszerűbb fiúját, de ügyetlensége ehelyett társadalmi kitaszítottá teszi. Rajtakapják egy fával csókolózva, ezért speciális oktatásban részesül, ahol összebarátkozik Helen Lewengrubbal, és az új „rosszfiú” diák, Eric Slater is érdeklődni kezd iránta.
Egy iskolai tehetségkutató meghirdetésére kerül sor, ahol a nyeremény egy hollywoodi utazás és egy filmes statisztálás. Mary nagymamája megtiltja neki, hogy részt vegyen, de Helen arra biztatja, hogy mégis jelentkezzen, ahogyan egy látomásban Jézus is erre bátorítja (szintén Will Ferrell személyesíti meg). Amikor megpróbál jelentkezni, Mary összetűzésbe keveredik Evian Grahammel, Sky barátnőjével, a vezető pompomlánnyal. Mary nagymamája felfedi az igazi okot, amiért nem engedi Mary-t fellépni - Mary szüleit halálra taposták egy ír sztepptánc versenyen.
Miután tanúja volt a Maryvel való veszekedésnek, Sky szakít Eviannal, aki bosszút esküszik Mary ellen. A tehetségkutatóra való meghallgatáson Mary szenvedélyesen adja elő a Sometimes When We Touch című dalt. Evian egy vödör festéket dob rá, amihez a Carrie című film adta az ötletet; Mary megalázva, Slaterrel együtt elmenekül az iskolából. Slater elviszi őt a medencéhez, elárulva, hogy ő volt az a fiú, akit évekkel ezelőtt megmentett, és egy rögtönzött úszás során kötődni kezdenek egymáshoz. Hazatérve Mary rájön, hogy a nagymamáját értesítették, hogy Mary kiérdemelte a tehetségkutatóban való részvételt. Végül engedélyezi neki, hogy fellépjen. Mary nagymamája felkészíti őt és a különleges nevelésben részesülő osztálytársai kórusát.
Ahogy a tehetségkutató elkezdődik, Evian bocsánatot kér Mary-től, és elárulja, hogy ő és Sky együtt fognak táncolni. Mary elhatározza, hogy nem azért lép fel, hogy Sky-t lenyűgözze, hanem saját magáért. Az utolsó pillanatban egy gyónás során Mary lemond arról az álmáról, hogy sztár legyen, ehelyett azt kéri, hogy a nagymamája kedvéért túlélje a fellépést. Mary és barátai a Out Here on My Own című dalra lépnek fel, miközben Slater, akit egy újabb Jézus-látomás hívott meg, épp időben érkezik, hogy végignézze. A lemezjátszó véletlenül felgyorsul, és Mary elesik - megismételve szülei végzetes előadását -, de Jézus bátorításával sikeresen végigvezeti barátait az előadáson.
Maryt a közönség állva tapsolja, és megnyeri a tehetségkutatót. Sky megcsókolja, de Mary visszautasítja, és megcsókolja Slater-t. A film úgy ér véget, hogy Mary, aki immár Slaterrel jár, ismét megcsókolja a fát (mint a történet elején).

## Szereposztás
| Szerep                   | Színész          | Magyar hangja (1. szinkron, 2000) | Magyar hangja (2. szinkron) |
| ------------------------ | ---------------- | --------------------------------- | --------------------------- |
| Mary Katherine Gallagher | Molly Shannon    | Bíró Kriszta                      | Kiss Eszter                 |
| Sky Corrigan / Jézus     | Will Ferrell     | Hajdu István                      | Kassai Károly               |
| Evian Carrie Graham      | Elaine Hendrix   | Mezei Kitty                       | Csondor Kata                |
| Eric Slater              | Harland Williams | Fesztbaum Béla                    | (n. a.)                     |
| Tylenol Ritley atya      | Mark McKinney    | Gyabronka József                  | Csankó Zoltán               |
| Gallagher nagymama       | Glynis Johns     | Halász Aranka                     | Kassai Ilona                |
| Howard Feinstein         | Jason Blicker    | (n. a.)                           | (n. a.)                     |
| John Insomnic atya       | Gerry Bamman     | (n. a.)                           | Versényi László             |
| Helen Lewengrub          | Emmy Laybourne   | (n. a.)                           | (n. a.)                     |
| Maria Ganitisis          | Jennifer Irwin   | (n. a.)                           | Solecki Janka               |
| Thomas Smith             | Rob Stefaniuk    | (n. a.)                           | Bódy Gergely                |
| Autumn Winters           | Natalie Radford  | (n. a.)                           | (n. a.)                     |
| Summer Falls             | Karyn Dwyer      | (n. a.)                           | (n. a.)                     |
| Dylan Schmultz-Plutzker  | Tom Green        | (n. a.)                           | (n. a.)                     |
| Owen Flanagan            | Chuck Campbell   | (n. a.)                           | Seszták Szabolcs            |

## Fogadtatás
A Szupersztár általánosságban negatív kritikákat kapott az értékelőktől. A Rotten Tomatoes 74 kritikus véleménye alapján 32%-os értékelést adott a filmnek. A Metacritic-en a film 42%-os minősítést ért el 28 kritikus véleménye alapján, ami „vegyes vagy átlagos értékelés”-t jelent. A CinemaScore által megkérdezett közönség „C+” osztályzatot adott a filmnek egy A-tól F-ig terjedő skálán.

## Fordítás
- Ez a szócikk részben vagy egészben  a   Superstar (1999 film) című angol Wikipédia-szócikk fordításán alapul.  Az eredeti cikk szerkesztőit annak laptörténete sorolja fel. Ez a jelzés csupán a megfogalmazás eredetét és a szerzői jogokat jelzi, nem szolgál a cikkben szereplő információk forrásmegjelöléseként.